# لورا زیسکین
لورا زیسکین (انگلیسی: Laura Ziskin؛ ۳ مارس ۱۹۵۰ – ۱۲ ژوئن ۲۰۱۱) یک تهیه‌کننده اهل ایالات متحده آمریکا بود. وی بین سال‌های ۱۹۷۶ تا ۲۰۱۱ میلادی فعالیت می‌کرد.